# كونفيدرالية فنزويلا الأمريكية
كانت كونفيدرالية فنزويلا الأمريكية دولة غير معترف بها تقع في رئاسة فنزويلا العامة في الإمبراطورية الإسبانية وقد أقامها الوطنيين الفنزويليين في أعقاب إعلان الاستقلال الفنزويلي.

## التاريخ
بسبب عدم الاستقرار المتمرد الذي نشأ عن حرب الاستقلال الفنزويلية، كانت الكونفدرالية موجودة في ثلاث مراحل مختلفة حسب المنطقة التي تحتفظ بها القوات الثورية أو الملكية. هذه المراحل معروفة باسم جمهورية فنزويلا الأولى، وجمهورية فنزويلا الثانية، وجمهورية فنزويلا الثالثة.

### جمهورية فنزويلا الأولى
في 19 أبريل 1810، خلع المجلس البلدي في كاراكاس الحاكم الأسباني والنقيب العام، فيسنتي إمباران ثم تأسس المجلس العسكري الأعلى في كاراكاس مع اندلاع حرب أهلية في أنحاء كثيرة من الأراضي الفنزويلية. عندما اجتمع مؤتمر الطغمة العسكرية، حصلت حركة الاستقلال على دعم شعبي. قاد الثوار مثل فرانسيسكو دي ميراندا، مغترب فنزويلي، وسيمون بوليفار، ارستقراطي من الكريولو، حركة الاستقلال. أعلن مؤتمر الطغمة العسكرية استقلال فنزويلا في 5 يوليو 1811، مع انفصال سبع مناطق من أصل عشرة من رئاسة فنزويلا العامة وتأسيس كونفدرالية فنزويلا الأمريكية.
تضمنت الإجراءات الأولى التي اتخذتها الحكومة الثورية إنشاء تجارة حرة داخل فنزويلا، والتي عززت السلطة بين الطبقة الأرستقراطية من الطبقة العليا التي قادت الاتحاد. بعد فترة وجيزة من تأسيس الاتحاد، بدأ المتعاطفين مع الملك داخل الأراضي الثورية بالتخطيط لإعادة تثبيت القوة الإسبانية في المنطقة. بدأ الملكيون يعدون بالحرية وحقوق العبيد السود، الذين احتقروا ارستقراطيين كريولو الذين احتفظوا بالسلطة خلال الاتحاد. ومع ذلك، فشلت محاولات إعادة الحكم الإسباني في البداية.

### جمهورية فنزويلا الثانية
ابتداءً من أوائل عام 1813، حاول الثوريون مرة أخرى تأسيس جمهورية مستقلة عن إسبانيا داخل فنزويلا. وبقيادة الحملة الرائعة، نظم سيمون بوليفار قوات من مقاطعات غرناطة الجديدة المتحدة للاستيلاء على الأراضي داخل فنزويلا. نشر بوليفار مرسوم الحرب حتى الموت في 15 يونيو 1813، والذي أسفر عن عمليات الإعدام وقتل الآلاف من المعارضين للثورة، بما في ذلك الأفراد في المستشفى. بعد معركة تاغوانيس، دخل الوطنيون كاراكاس في 3 أغسطس 1813.
ابتداءً من فبراير 1814، بدأ القائد الملكي خوسيه توماس بوفيس حملة لاستعادة الأراضي الفنزويلية التي استولى عليها الثوار، وبدأ سقوط جمهورية فنزويلا الثانية. بعد معركة لا بويرتا الثانية في 15 يونيو 1814 والتي أسفرت عن فوز ملكي لبوفيس، فر بوليفار وثواره وأكثر من عشرين ألف مدني من كاراكاس أثناء الهجرة إلى الشرق والتي بدأت في 7 يوليو 1814. بعد النصر الملكي في معركة ماتورين الخامسة في 11 ديسمبر 1814، انتهت الجمهورية وغادر بوليفار إلى جامايكا.

### جمهورية فنزويلا الثالثة
في عام 1816، عاد بوليفار لتحرير غرناطة الجديدة وفنزويلا. بدأت حملة كايز، بقيادة بوليفار في الغرب، الدفع الثوري شرقًا. أدت حملة غويانا، برئاسة مانويل بيار وغيرهم من الشرق، إلى إنشاء مؤسسات في أنغوستورا في عام 1817، مع بداية فترة جمهورية فنزويلا الثالثة في هذا الوقت.
انتهت فترة الجمهورية الثالثة في فبراير عام 1819 خلال مؤتمر أنغوستورا، مما أدى في النهاية إلى إنشاء كولومبيا الكبرى.